# Csehbánya, Veszprém
Csehbánya  este un sat în districtul Ajka, județul Veszprém, Ungaria, având o populație de 281 de locuitori (2011). 

## Demografie
Componența etnică a satului Csehbánya
     Maghiari (74%)
     Germani (26%)
Componența confesională a satului Csehbánya
     Romano-catolici (66,9%)
     Fără religie (3,91%)
     Luterani (1,78%)
     Necunoscută (27,4%)
Conform recensământului din 2011, satul Csehbánya avea 281 de locuitori. Din punct de vedere etnic, majoritatea locuitorilor (74,0%) erau maghiari, cu o minoritate de germani (26,0%).  Din punct de vedere confesional, majoritatea locuitorilor (66,9%) erau romano-catolici, existând și minorități de persoane fără religie (3,91%) și luterani (1,78%). Pentru 27,4% din locuitori nu este cunoscută apartenența confesională.